# Stiftskirche St. Marien (Neuzelle)

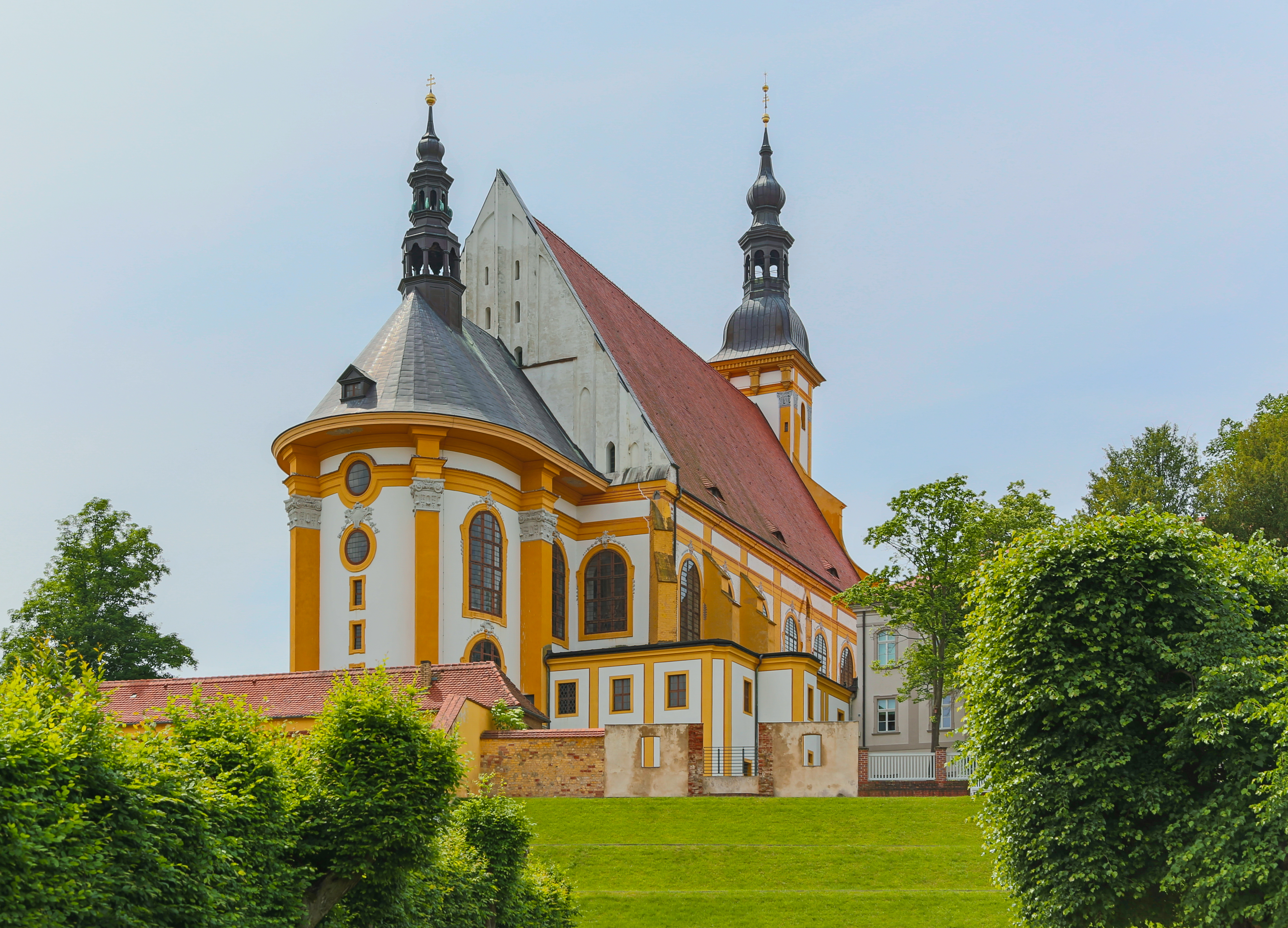
Ansicht der Kirche von Nordosten (2017)

Die Stiftskirche St. Marien ist eine römisch-katholische Pfarrkirche des Bistums Görlitz in der Kirchenprovinz Berlin. Sie befindet sich in der Gemeinde Neuzelle im Landkreis Oder-Spree im Südosten des Landes Brandenburg. Das Kirchengebäude ist ein eingetragenes Baudenkmal in der Denkmalliste des Landes Brandenburg. Sie ist die Pfarrkirche der Pfarrei Beata Maria Virgo Neuzelle, die den Mönchen des Klosters Maria Friedenshort unterstellt ist.
Der der Jungfrau Maria geweihte Kirchenbau entstand als Klosterkirche des Zisterzienserklosters Neuzelle als Hallenkirche im gotischen Stil. Die Kirche wurde im 17. Jahrhundert barockisiert und im 18. Jahrhundert prachtvoll umgestaltet. Seit der Säkularisation des Klosters Neuzelle im Jahr 1817 dient die Kirche St. Marien der römisch-katholischen Pfarrgemeinde Neuzelle. Im 20. Jahrhundert wurde die Kirche mehrfach saniert. Das Gebäude gilt als bedeutendster Kirchenbau der Niederlausitz und ist ein einzigartiges Bauwerk des böhmischen und schlesischen Barock im Land Brandenburg.

## Geschichte
Der Kernbau der Stiftskirche St. Marien ist eine gotische Hallenkirche mit rechteckigem Grundriss nach Vorbild der Abteikirche St. Marienstern in Panschwitz-Kuckau in der Oberlausitz. Mit den Erdarbeiten zur Herstellung eines Planums für die Klosterkirche wurde vermutlich schon um 1281 begonnen. Die Durchführung eines Stundengebets ist bereits für das Jahr 1309 belegt, was darauf schließen lässt, das der Altarraum zu dieser Zeit bereits fertig gestellt war. Der Hallenbau wurde um 1330 beendet, die Ergänzung des Turms fällt in die Amtszeit des Abts Theodor zwischen 1380 und 1395. Das die Halle überspannende Dach, das als aufgeständertes Kehlbalkendach ausgeführt ist, kann durch Dendrochronologie auf das Jahr 1413 datiert werden. In diesem Jahr wurde der Bau der Klosterkirche in etwa abgeschlossen. Im Jahr 1515 wurde die Halle neu eingewölbt.
Während des Dreißigjährigen Krieges wurde die Neuzeller Klosterkirche geplündert und verwüstet. Zwischen 1654 und 1658 erfolgte unter Abt Bernhard von Schrattendach im Zuge der Gegenreformation der Wiederaufbau der Halle in Formen des Frühbarock. Dabei wurden die gotischen Spitzbögen verändert, die Halle wurde durch ein hölzernes Stichkappengewölbe überspannt und der Innenraum wurde neu gestaltet. Unter den Äbten Konrad Proche und Martin Graff (zwischen 1703 und 1741) wurde die Klosterkirche vollends im böhmischen Barockstil umgebaut. 1709 wurde eine Sakristei angelegt, zwischen 1730 und 1732 wurde eine niedrige Vorhalle bis auf Höhe der Dachtraufe aufgestockt und mit einem Uhrenturm versehen. Ab 1736 erhielt die Kirche in fünfjähriger Bauzeit einen eingezogenen Altarraum, im Zuge dessen wurde die Sakristei 1737 nach Osten erweitert. Bis 1745 wurden die Barockisierungsarbeiten mit der Neugestaltung des Äußeren und dem Anbau der Josephskapelle im Süden abgeschlossen.
Im Jahr 1817 wurde das Kloster Neuzelle säkularisiert. Seitdem dient die Kirche einer römisch-katholischen Pfarrgemeinde. Um 1909 wurde die gesamte Kirche umfassend saniert. Zwischen 1970 und 1990 erfolgte eine Sanierung des Innenraums, 1987 wurde mit einer Außensanierung begonnen, die 1999 abgeschlossen wurde.

## Architektur

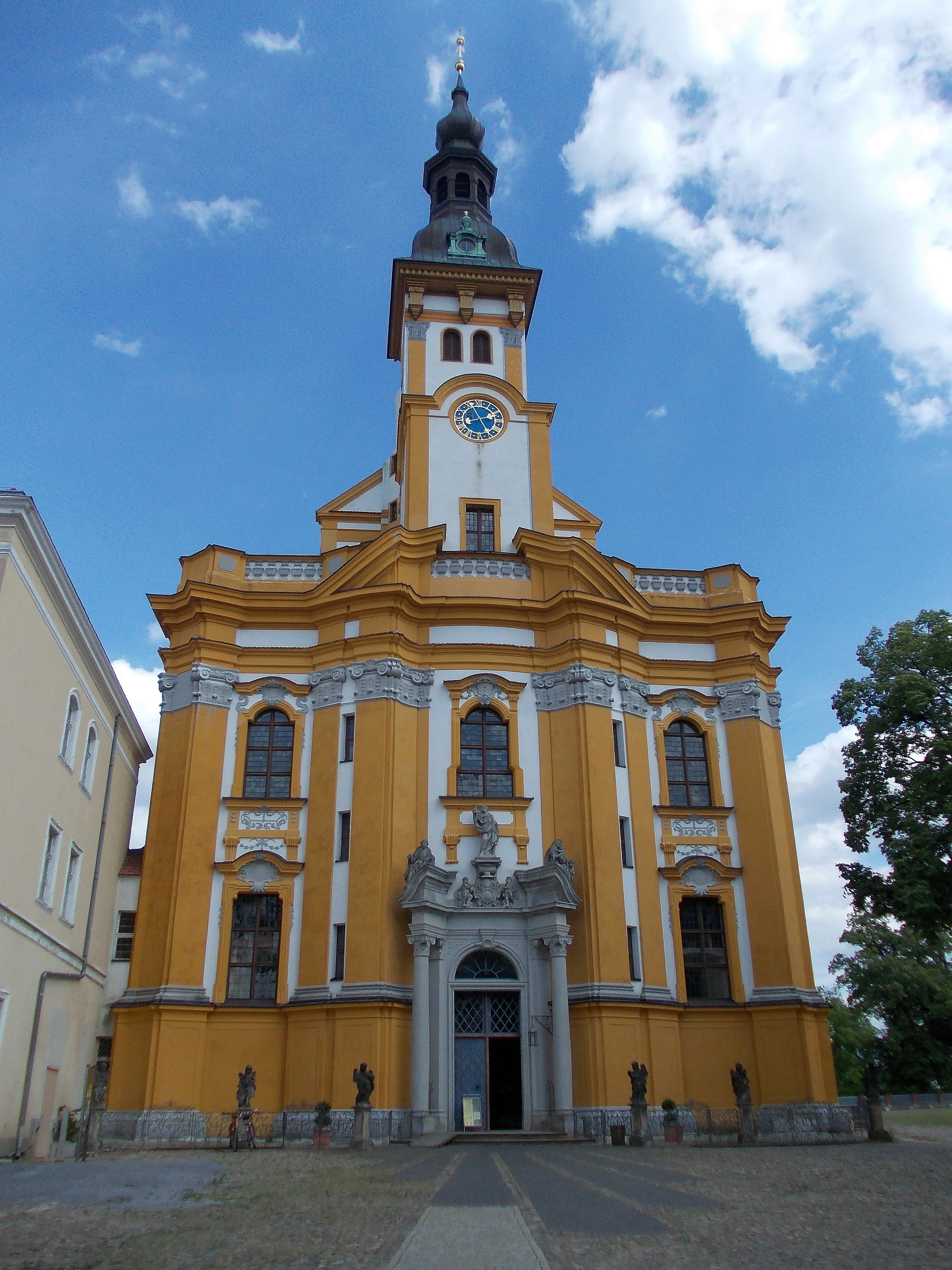
Frontansicht (2011)

### Außen
Das Langhaus der Kirche ist ein Mauerwerksbau aus Mauerziegeln unter steilem Satteldach. Die Fenster sind rundbogig, an der Nordwand ist das Langhaus noch mit gotischen Strebepfeilern besetzt. Der Ostgiebel ist mit spitzbogigen Blenden gegliedert. Die Südwand wurde als Schaufront insbesondere in die Barockisierung der Kirche einbezogen. Die ursprünglich gotischen Streben wurden zu barocken Wandpfeilern umgestaltet und verkröpft. Am mittleren Joch wurden die Strebepfeiler durch angeputzte Pilaster ersetzt. Oberhalb des zweiten Jochs liegt ein Segmentgiebel, davor ist die Josephskapelle angebaut, die das Joch teilweise verdeckt. Die Fenster sind zweigeschossig angeordnet, deren Rundbögen sind mit Blumengehängen verziert. An der Nordseite ist diese Gliederung als Scheinarchitektur aufgemalt.
Der barocke, einschiffige Altarraum (im nachfolgenden ggfs. auch als Chor bezeichnet) wurde nachträglich angefügt und ist als Apsis geschlossen. Um den Altarraum herum liegt ein durch die Strebepfeiler geführter Umgang. Die Fassade ist mit Wandpfeilern mit verkröpftem Gebälk und wiederum rundbogigen Fenstern gegliedert. Auf dem Dach des Chors ist ein hoher Dachreiter auf achteckigem Grundriss mit doppelter Laterne und Zwiebelturm mit Turmkugel und Kreuz aufgesetzt. In der südlichen Ecke zwischen Altarraum und Langhaus ist eine kleine zweigeschossige Vorhalle angebaut. Auf der anderen Seite des Chors befindet sich ein ebenfalls zweigeschossiger, L-förmiger Anbau mit der Sakristei.

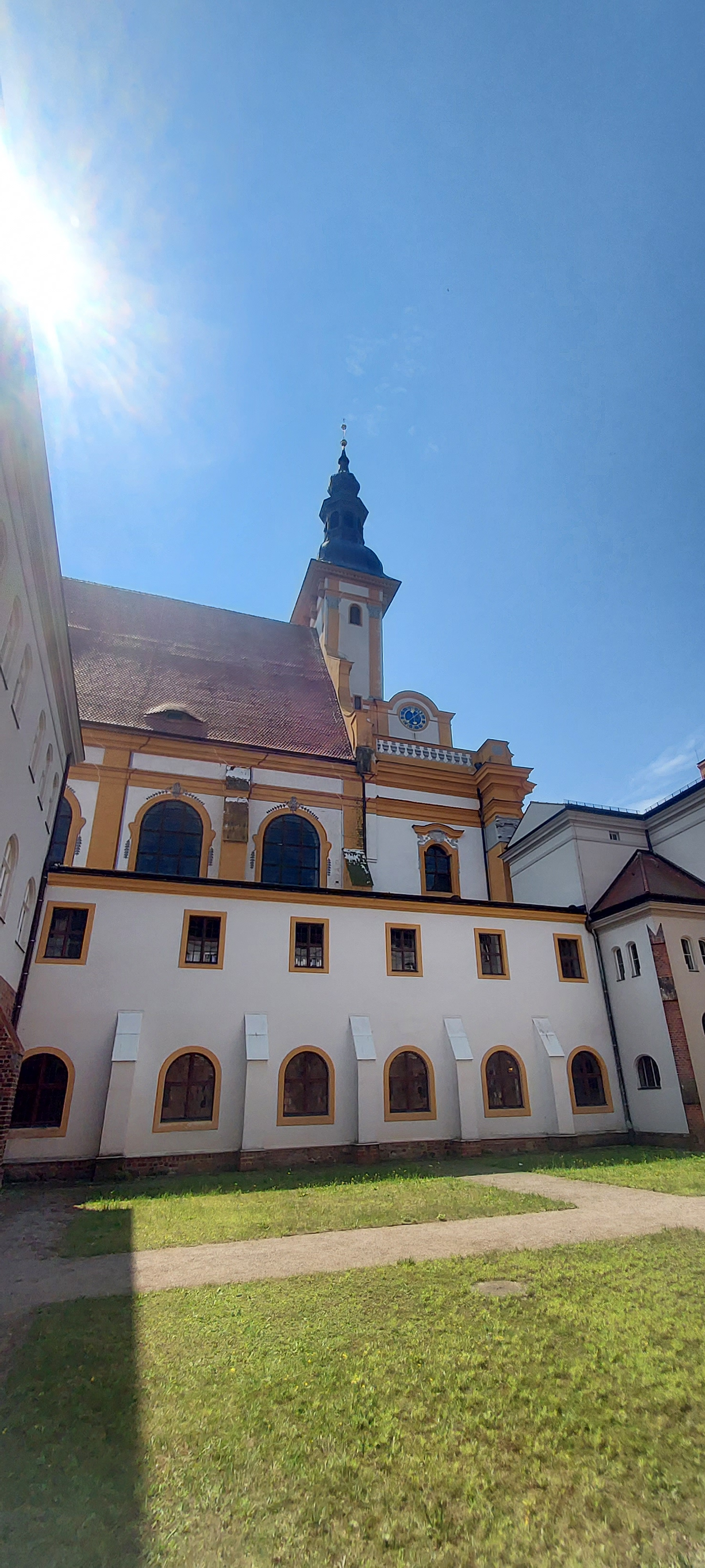
Nordansicht vom Klausurhof

Die Westfassade ist als barocke Einturmfassade ausgeführt. Sie besteht aus einer breiten zweigeschossigen Vorhalle mit einer dreiachsigen, durch Pilaster in Kolossalordnung gegliederten Schaufassade mit gesprengtem Giebel. Über dem Giebel befindet sich ein schmaler barocker Uhrturm mit drei Rundgiebeln. Dahinter, unmittelbar an die ursprüngliche Westfassade angrenzend, erstreckt sich der gotische Glockenturm. Dieser wird durch eine steile Schweifhaube mit offener Laterne und Zwiebelhaube abgeschlossen. Die Haube ist auf das Jahr 1805 datiert und wurde bei der Sanierung 1998 erneuert. Das auf 1732 datierte Hauptportal wird von hohen Säulen flankiert und verfügt über ein verkröpftes Gebälk mit drei Sandsteinfiguren für das Prieser-, Lehr- und Hirtenamt und einer von Putten gehaltenen Kartusche mit dem Wappen des Abts Martin.

### Innen

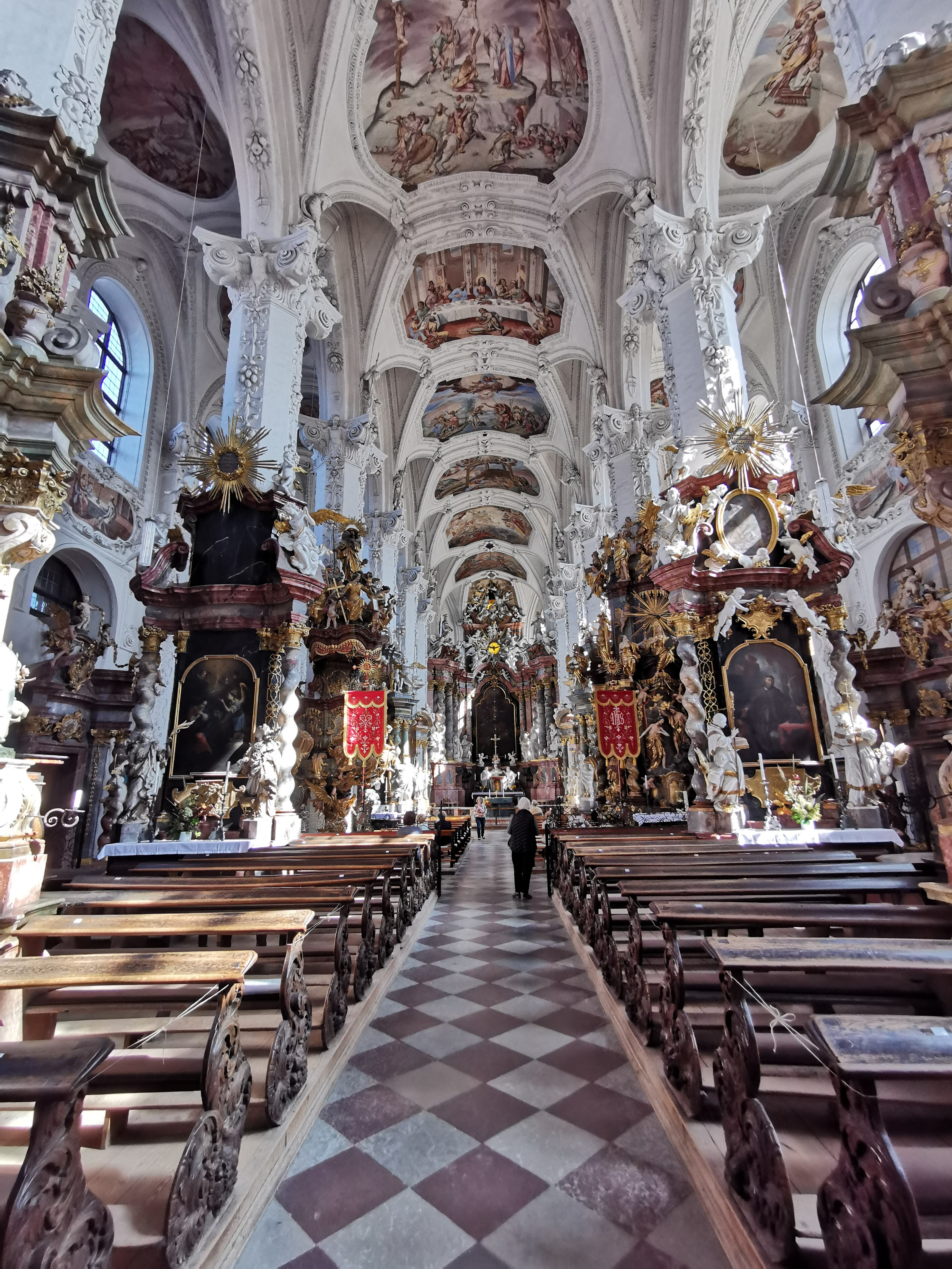
Der Innenraum der Kirche (2020)

Der Innenraum der Neuzeller Pfarrkirche St. Marien wird durch die in zwei Phasen erstellte barocke Ausgestaltung und die Wand- und Gewölbemalereien geprägt. Die Halle wird durch oktogonale Pfeiler mit profilierten Sockeln und spitzbogigen Arkaden gestützt. Das ursprüngliche Kreuzrippengewölbe wurde zu Beginn des 16. Jahrhunderts durch ein Sternnetzgewölbe unter einer eingehängten Tonne mit Stichkappen ersetzt. Im fünften Joch liegt ein Mönchsportal in Formen des 14. Jahrhunderts, im daneben liegenden Joch befindet sich ein weiteres Rundbogenportal.
Die frühbarocken Stuckdekorationen wurden zwischen 1655 und 1658 von italienischen Künstlern unter Leitung von G. B. Cometa durchgeführt. An den Pfeilern befinden sich weit ausladende Kapitelle, zum Mittelschiff hin stehen auf diesen lebensgroße Standbilder der zwölf Apostel. Der Altarraum wurde zwischen 1736 und 1740 stuckiert. Die Freskenmalereien im Langhaus wurden zwischen 1655 und 1658 unter Leitung des Malers Giovanni Vanetti ausgeführt. Sie zeigen den ersten typologisch geordneten Zyklus nach dem Dreißigjährigen Krieg. An der Decke des Kirchenschiffs sind die wichtigsten Stationen im Leben Jesu Christi dargestellt. Eine ursprüngliche Malerei der Verkündigung wurde bei der barocken Ausgestaltung des Chors entfernt. Dargestellt sind von Osten nach Westen die Geburt Christi, die Taufe Jesu, das Letzte Abendmahl, die Grablegung mit einer Darstellung des mittelalterlichen Klosters Neuzelle, die Auferstehung und Christi Himmelfahrt.
In den Feldern unter den Fenstern sind die Namen Jesu durch Sprüche erläutert. An der Südwand befinden sich Darstellungen von Jesus im Hause Simons und Jesus zu Gast bei Zachäus. Die Vorhalle wurde 1730 durch Georg Wilhelm Neunhertz ausgemalt: Die Ostwand enthält ein Bild von Christus als Herr und Heil der Welt mit mehreren Heiligen und Allegorien der vier Erdteile. An der linken Wand ist ein Erzherzog aus dem Hause Habsburg dargestellt, der meist als Leopold I. gedeutet wird. An den ersten nördlichen Schiffspfeilern von Osten und den Ostwänden der Seitenschiffe sind Reste spätgotischer Wandmalereien der Kreuzigung und der Zehntausend Märtyrer erhalten.

## Ausstattung

### Altäre

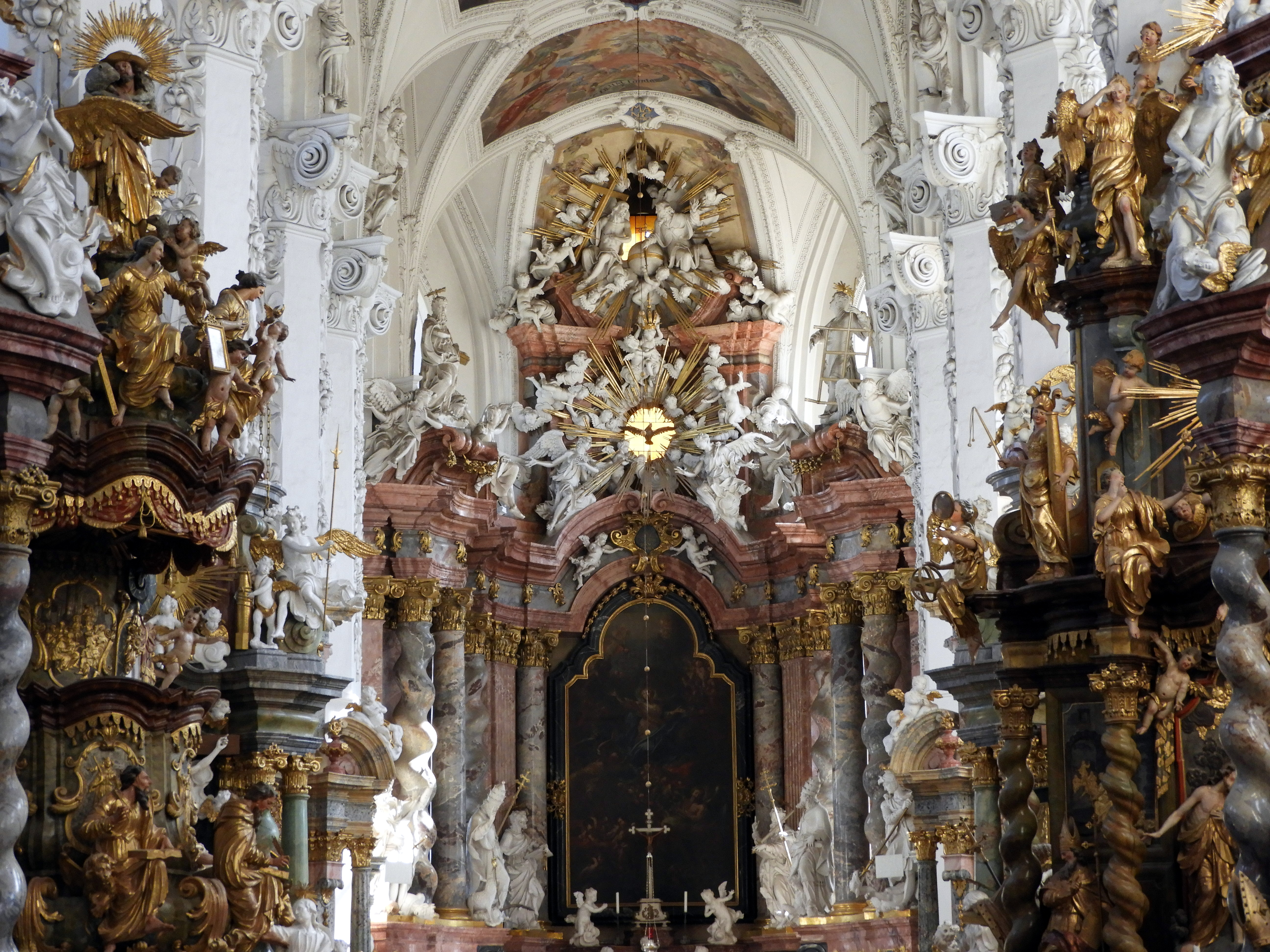
Hauptaltar (2017)

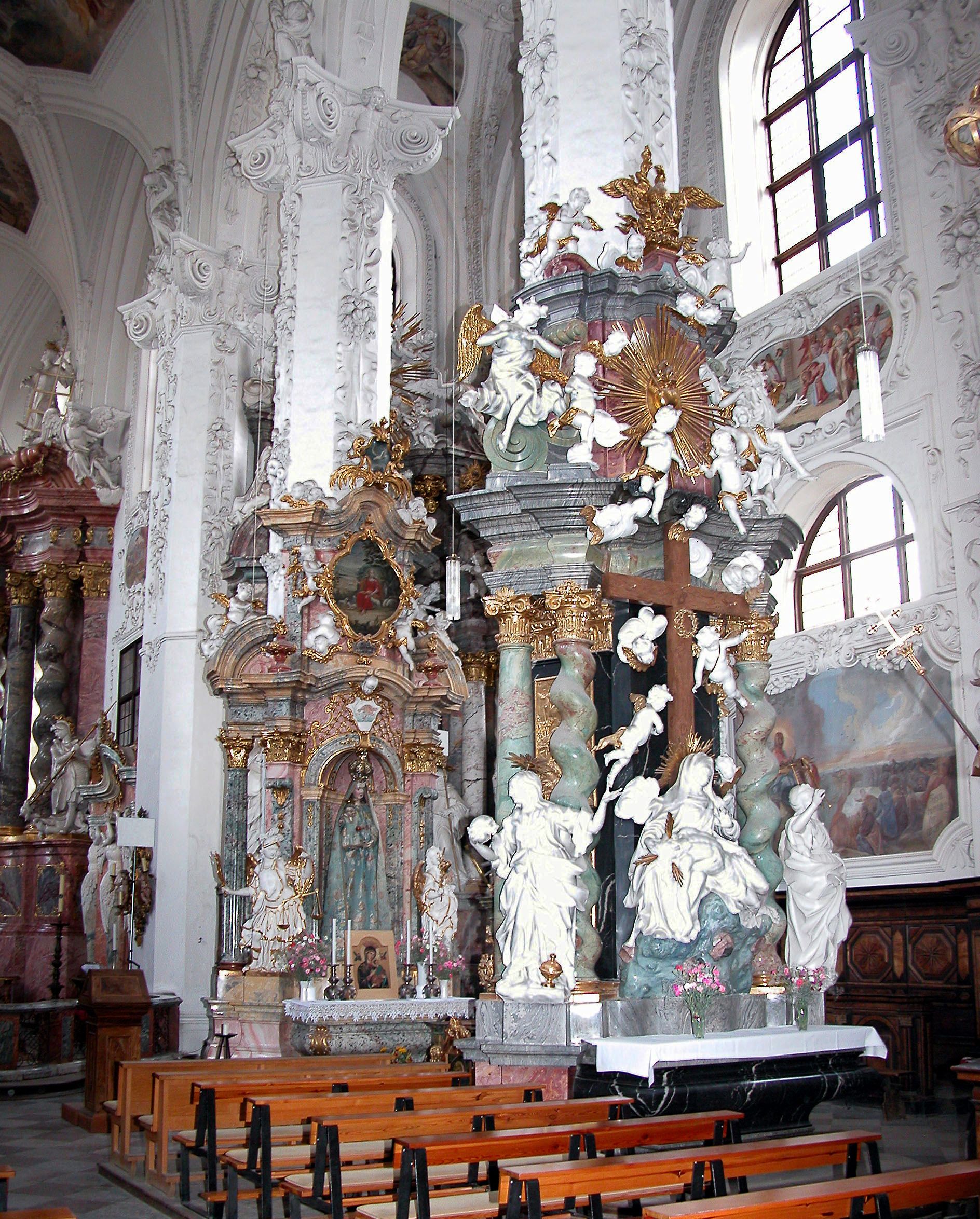
Seitenaltäre (2004)

Der Hochaltar der Klosterkirche Neuzelle wurde 1740 Johann Wilhelm Hennevogel gebaut und hat einen mächtigen Baldachinaufbau aus Stuckmarmor. Im Zentrum über dem Altartisch befindet sich eine vollplastische Darstellung Jesu mit den Emmausjüngern. Das Gemälde der Mariä Aufnahme in den Himmel auf dem Altarblatt wurde von einem Schüler Michael Willmanns ausgeführt und 1952 restauriert. Darüber in der Hauptachse eine Darstellung der Dreifaltigkeit, die Taube als Symbol des Heiligen Geistes liegt in einem von Engeln umgebenen Strahlenkranz, darüber thronen der Gottvater und Christus an den Seiten einer Weltkugel. Das Altarblatt wird flankiert von Figuren der Apostel Paulus und Petrus, der heiligen Päpste Clemens I. und Gregors des Großen sowie des Hl. Georgs und Kaiser Konstantins. Das Gebälk ist mit Engeln und plastischen Figuren der Heiligen Laurentius und Ignatius geschmückt.
In den Seitenschiffen stehen Baldachinaltäre der Mönchsväter Benedikt und Bernhard aus der Werkstatt Hennevogels, die um 1735 gefertigt wurden. Vor den Langhauspfeilern sind Nebenaltäre aufgestellt. Der von Westen erste Altar (Annenaltar) enthält die Unterweisung Mariens in das Psalmengebet von J. F. Seyfried aus dem Jahr 1748 sowie Figuren von Elisabeth von Thüringen und Hedwig von Andechs. Der daneben stehende Antoniusaltar ist mit der Stigmatisation des Franz von Assisi verziert. Der Mariä-Verkündigungs-Altar am zweiten Pfeiler wurde 1733 gebaut, das Altarblatt wurde vermutlich von einem Altar des 16. Jahrhunderts wieder verwendet. Darunter ist ein Relief der Heimsuchung und im Gebälk der Prophet Jesaja dargestellt. Der Johann-Nepomuk-Altar beinhaltet eine Darstellung des Johannes Nepomuk als Prager Domherr mit Szenen aus seinem Leben, daneben als Begleitfiguren Anselm von Canterbury und Thomas Becket.
An den durch Gitter abgetrennten Mönchschor angrenzend steht ein Taufaltar, der wie auch die daneben stehende Kanzel durch den sogenannten Teplitzer Meister geschaffen wurde. Der Altar ist überwiegend Gold gefasst, in der Mitte ist die Taufe Christi dargestellt, flankiert von vier Kirchenvätern und Reliefs aus dem Leben Johannes des Täufers. Das Hauptgebälk wird von gewundenen Säulen getragen, darüber liegt die Taube mit den Gaben des Heiligen Geistes. Auf dem oberen Gebälk ist der Gottvater von den sieben Erzengeln umgeben. Am vierten Pfeiler stehen links ein Kreuzaltar mit einer Kreuzigungsgruppe und Szenen aus der Passion und rechts der Pietàaltar. Zuletzt befinden sich am fünften Pfeiler ein Kindheit-Jesu-Altar mit einer Figur des Jesuskindes und ein Marienaltar mit einer barock überschnitzten Madonna aus dem dritten Viertel des 15. Jahrhunderts und einem Bild von Maria als Guter Hirtin im Kartuschenaufsatz.

### Orgel

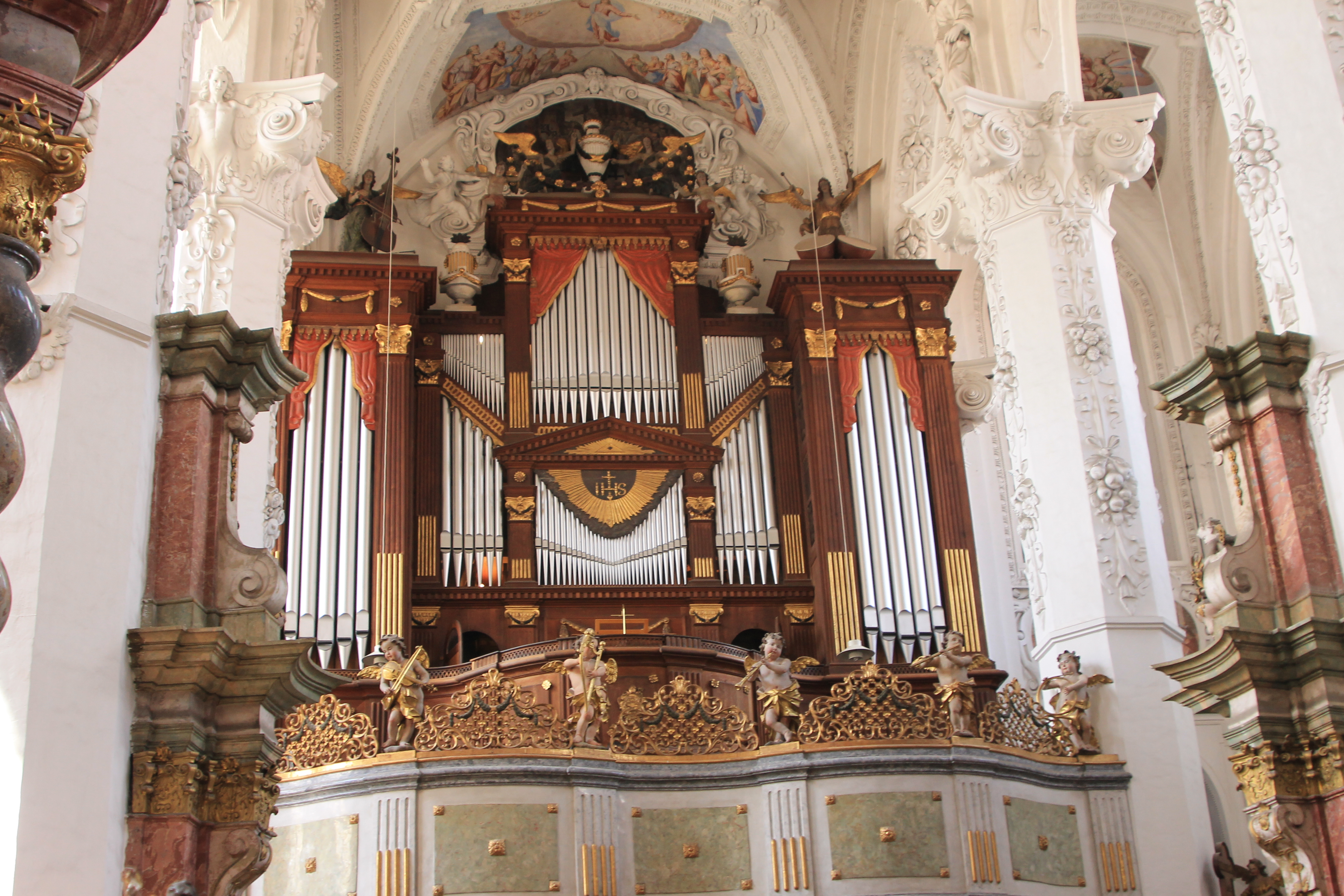
Orgelprospekt der Firma Hesse (2012)

Der Prospekt der Orgel im Kirchenschiff und das erste Instrument wurden 1806 von Andreas Hesse gebaut. Die heutige Orgel wurde 1906 von der Firma W. Sauer Orgelbau aus Frankfurt (Oder) im alten Gehäuse eingebaut. Die Orgel hat eine pneumatische Traktur mit Kegelladen. Nach dem Zweiten Weltkrieg wurde das Instrument restauriert und überarbeitet, einige Register wurden ersetzt. Zwischen 1999 und 2001 wurde die Orgel von Christian Scheffler erneut überarbeitet, dabei wurde die ursprüngliche Fassung von 1906 wieder hergestellt. Sie hat 24 Register auf Hauptwerk, Oberwerk und Pedal.
| I Hauptwerk C–f3 |                 |       |
| 1.               | Bordun          | 16′   |
| 2.               | Principal       | 8′    |
| 3.               | Gambe           | 8′    |
| 4.               | Flûte           | 8′    |
| 5.               | Gemshorn        | 8′    |
| 6.               | Rohrflöte       | 8′    |
| 7.               | Octave          | 4′    |
| 8.               | Rohrflöte       | 4′    |
| 9.               | Rauschquinte II | 2 ⁄3′ |
| 10.              | Cornett II-III  |       |
| 11.              | Trompete        | 8′    |

| II Manual C–f3 |                  |     |
| 12.            | Lieblich Gedackt | 16′ |
| 13.            | Geigenprincipal  | 8′  |
| 14.            | Concertflöte     | 8′  |
| 15.            | Salicional       | 8′  |
| 16.            | Gedackt          | 8′  |
| 17.            | Traversflöte     | 4′  |
| 18.            | Fugara           | 4′  |

| Pedal C–d1 |           |     |
| 19.        | Subbaß    | 16′ |
| 20.        | Principal | 16′ |
| 21.        | Violon    | 16′ |
| 22.        | Principal | 8′  |
| 23.        | Gedackt   | 8′  |
| 24.        | Posaune   | 16′ |

- Koppeln: II/I, I/P, II/P
- Spielhilfen: Feste Kombinationen (mf, f, tutti), elektrischer Zweitspieltisch mit elektronischer Setzeranlage

### Sonstige Ausstattung

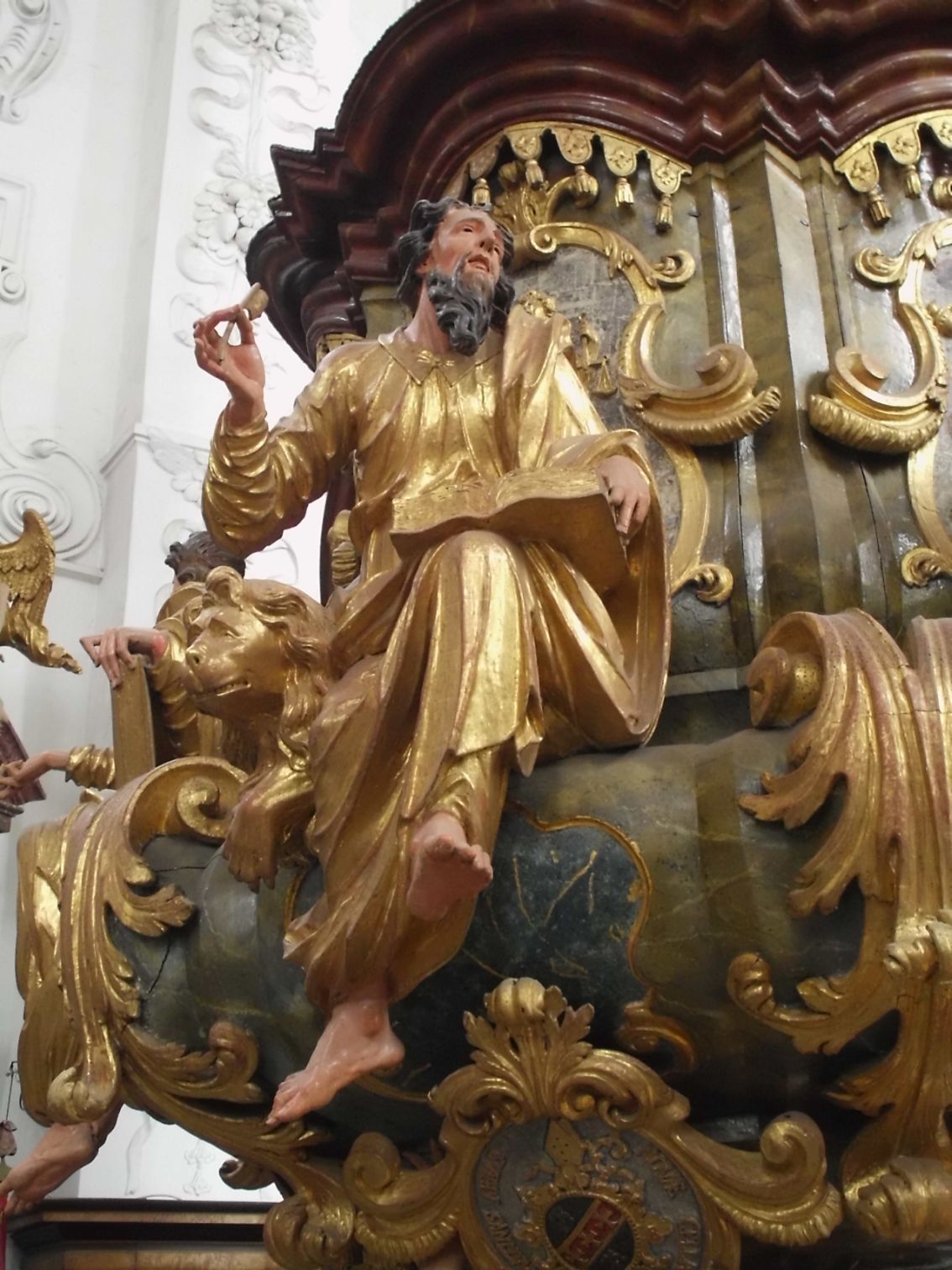
Kanzeldetail (2012)

Die Kanzel in der Reihe der Nebenaltäre von 1728 verfügt über prächtiges bewegtes Schnitzwerk und hat einen tulpenförmigen, von Engeln getragenen Korb mit vollplastischen Figuren der Evangelisten zwischen Arkanthusvoluten. Auf dem geschwungenen Schalldeckel steht eine allegorische Figurengruppe der drei Christlichen Tugenden und Christus als Guter Hirte. Der Taufstein aus Marmor aus dem 18. Jahrhundert hat einen geschnitzten Holzaufsatz mit der Taufe Jesu und zwei klassizistische Weihwasserbecken aus rotem Marmor. Er befand sich ursprünglich in der evangelischen Pfarrkirche zum Heiligen Kreuz. Der vergoldete Abtsstuhl von 1733 ist mit Régence-Ornamenten und Puttenköpfen besetzt.
Die sechs Betstühle auf der Rückseite der Pfeileraltäre stammen aus dem 18. Jahrhundert und sind mit reichen Schnitzereien (Rocaille oder Akanthuswerk) oder Intarsien versehen. Das in den Seitenschiffen stehende Wandgestühl stammt wohl aus der zweiten Hälfte des 17. Jahrhunderts und wurde in den 1730er Jahren eingebaut, das große Gemeindegestühl im Langhaus mit seinen reichgeschnitzten Wangen aus Eichenholz entstand in der ersten Hälfte des 18. Jahrhunderts.

## Josephskapelle

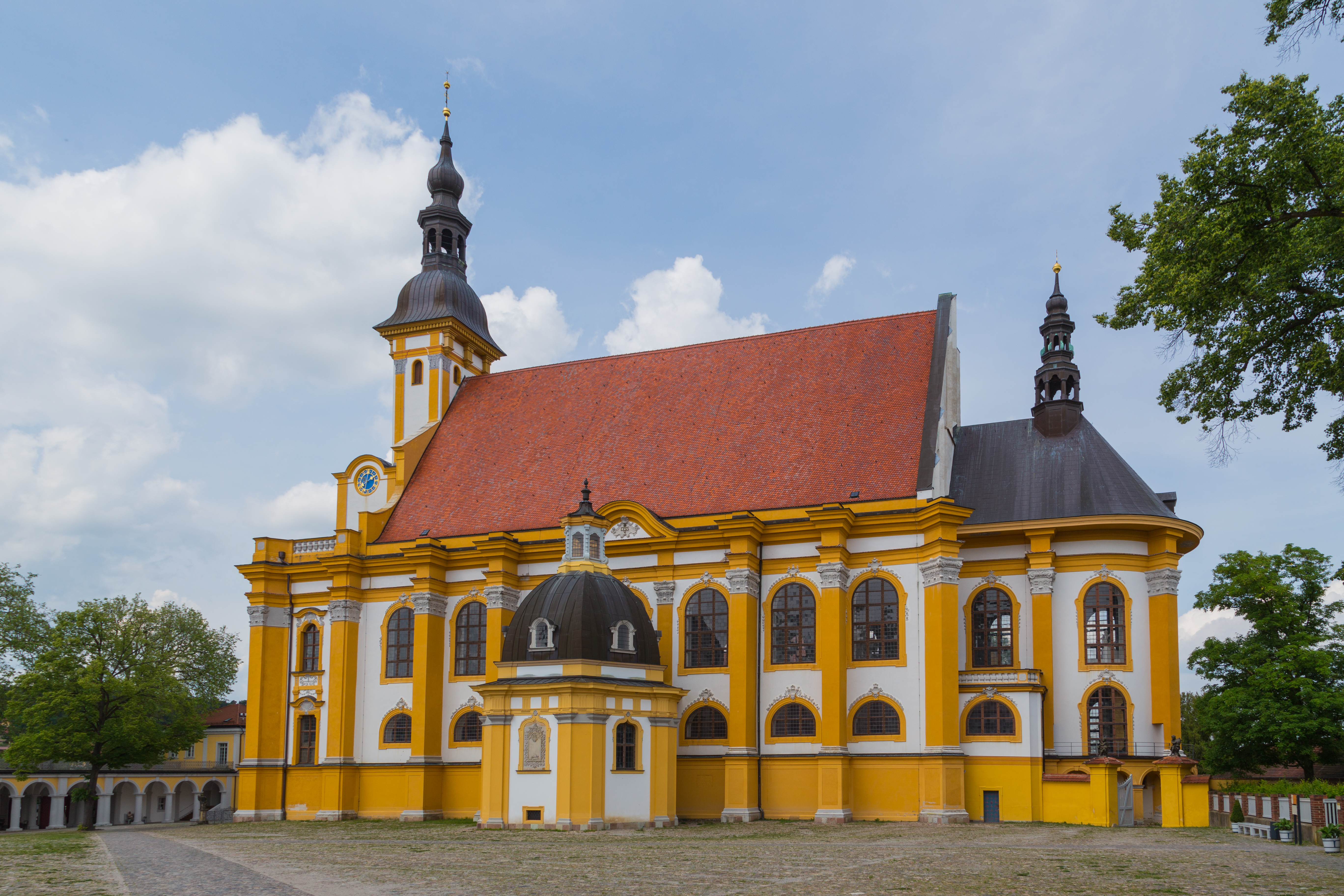
Südfassade der Kirche mit der im zweiten Joch angebauten Josephskapelle (2017)

### Architektur
Die Josephskapelle wurde zwischen 1732 und 1745 gegen Ende der zweiten großen Barockisierungsarbeiten im zweiten Joch an der Südwand der Klosterkirche angebaut. An dieser Stelle stand ein Vorgängerbau der dafür abgetragen wurde. Sie hat einen steilen Zentralraum und mit farbigem Stuckmarmor verkleidete Wände. Über dem sechseckigen Bau erhebt sich eine Segmentkuppel mit einer kleinen Laterne. Das umlaufende Gebälk ist mit sechs Säulen gestützt, auf deren Kapitellen stehen Figuren von Moses, dem Propheten Jesaja, David, Abraham und Isaak. Die Kuppel wurde ausschließlich von Malerei gestaltet und um 1735 von Georg Wilhelm Neunhertz ausgemalt. Verschiedene Urkunden der Josefsbruderschaft sind in die Wende der Kapelle eingelassen. Die Kuppel bildet verschiedene Josefsgeschichten ab.

### Altar
An der Südseite befindet sich über dem Altar eine Darstellung des Gottvaters, der von Engeln angebetet wird. Der Altar enthält ein großes Gemälde der Heiligen Familie aus der Willmann-Schule mit überlebensgroßen Figuren der Elternpaare Joachim und Anna sowie Zacharias und Elisabet mit dem Johannesknaben. Dieser zeigt die Geburt und Anbetung des Jesuskindes. Über dem Altarbild sieht man die Taube als Symbol des Heiligen Geistes und die Figur Gott Vaters.

### Verwendung
Die Josefskapelle diente als Heimstatt der Gebetsbruderschaft zum Heiligen Josef, die 1663 von Abt Alberich Burghoff gegründet wurde. In dieser Kapelle beteten die Angehörigen dieser Gemeinschaft für eine gute Totenstunde und feierten hier ihre Totengottesdienste. Zur Zeit der Entstehung der Bruderschaft war das umliegende Land des Klosters evangelisch geprägt. Durch diese Gemeinschaft mit Mitgliedern aus Böhmen, Schlesien und Bayern hatten die Mönche des Klosters allerdings das nötige Umfeld. Die Gebetsbruderschaft nahm nach der Auflösung des Klosters immer weiter an Bedeutung ab. 
Am 1. Mai 2019 wurde die Gebetsgemeinschaft „Josefsfreunde“ gegründet. Diese befindet sich in geistiger Nachfolge der historischen Gebetsbruderschaft und untersteht der Leitung des Priors des Klosters Maria Friedenshort. Die Kapelle der Gebetsgemeinschaft ist ebenfalls die Josephskapelle.

### Grablage
In der Josephskapelle wurden einige Äbte des Klosters Neuzelle, in der sogenannten Äbtegruft, begraben. Diese waren:
- Martin Graff, † 1741[7]
- Gabriel Dubau, † 1745[8]
- Edmund Pietschmann, † 1801[9]
- Optatus Paul, † 1819; wurde noch nach der Auflösung des Klosters in der Kapelle begraben[10]